# Kasteel van Fontainebleau
Het Kasteel van Fontainebleau (Frans: Château de Fontainebleau) in Fontainebleau is een voormalige koninklijke residentie, gelegen in de regio Île-de-France, het oorspronkelijke persoonlijke domein van de Franse koning. De bouwheer was Frans I van Frankrijk. Op aanraden van zijn zuster Margaretha omringde hij zich met humanistische filosofen, schrijvers en kunstenaars. Het slot werd rond het midden van de 16e eeuw toonaangevend voor het maniërisme, de heersende stijl in de beeldende kunst.
Het slot werd vervolgens bewoond door Hendrik II van Frankrijk; Lodewijk XIII van Frankrijk werd er geboren; Lodewijk II van Bourbon-Condé en Lodewijk van Frankrijk stierven er. Het slot werd gebruikt door Gabrielle d'Estrées, Maria de' Medici, Christina I van Zweden (die daar op 10 november 1657 haar ontrouwe begeleider Giovanni Monaldeschi liet vermoorden), Madame de Maintenon, Marie Antoinette van Oostenrijk, Joséphine de Beauharnais, Marie Louise van Oostenrijk, Marie Amélie van Bourbon-Sicilië, en keizerin Eugénie.
Het kasteel was vijf maal de locatie van een Verdrag van Fontainebleau.

## Geschiedenis

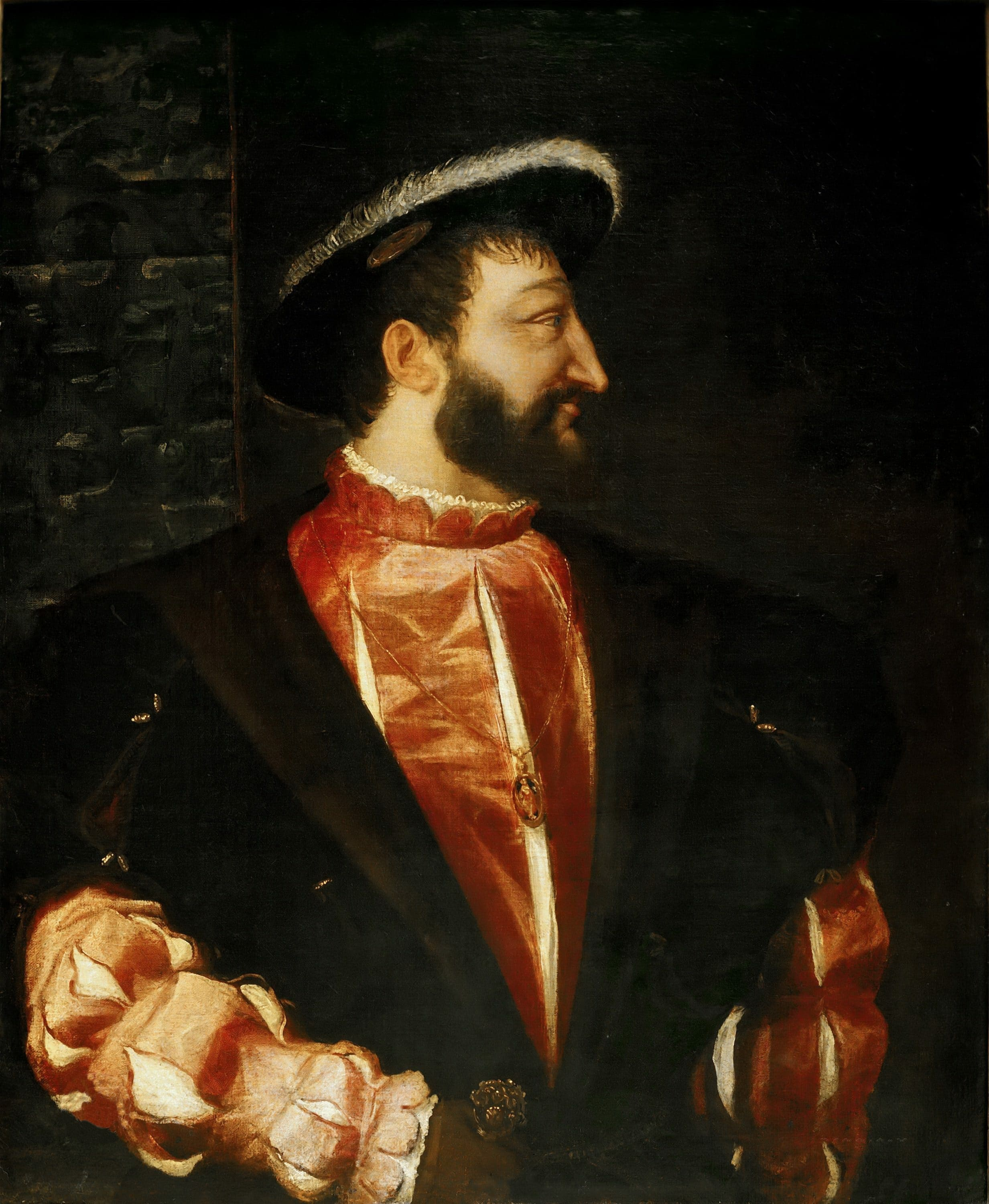
Frans I van Frankrijk
(1539), Titiaan, Louvre

Het slot is in de middeleeuwen ontstaan, maar het bouwjaar is onbekend. Het werd bewoond door Lodewijk VII van Frankrijk en is uitgebreid door Lodewijk IX van Frankrijk. Het is vanaf 1528 door koning Frans I, die vaak ging jagen in het nabijgelegen woud van Fontainebleau, uitgebreid en verfraaid met stucwerk, meubels en fresco's in Italiaanse stijl.
Rond 1530 nam Frans I twee Italiaanse kunstenaars in dienst: Rosso Fiorentino en zijn landgenoot Francesco Primaticcio (1532). Zij werkten in het Kasteel van Fontainebleau aan de decoratie, de fresco's en gipspleister-ornamentatie, die de wandtapijten moesten vervangen. Hij bracht er vervolgens een deel van zijn kunstcollectie onder, zoals de Mona Lisa en de Maagd op de rotsen. Tevergeefs verzocht hij bij het Vaticaan om een kopie van de Apollo van Belvedère en de Laocoöngroep.
Nog voor dit project voltooid was overleed Rosso. Daarna werd Primaticcio de leider, geassisteerd door Niccolò dell'Abbate. Rond 1540 kwamen Sebastiano Serlio en Benvenuto Cellini naar het kasteel en produceerden diverse standbeelden voor in de tuin en op het dak. Philibert Delorme, sinds 1645 hofarchitect van Hendrik II breidde het verder uit met een kapel. Gilles le Breton ontwierp de balzaal; Ambroise Dubois werkte het grootste deel van zijn loopbaan aan het interieur en beschilderde de plafonds. De Vlaamse schilder Hiëronymus Francken (I) werkte ook aan de decoraties van het kasteel. Hendrik IV breidde het kasteel uit met een nieuwe vleugel en liet een groot deel van de tuin aanleggen. Ook de Zonnekoning Lodewijk XIV bracht er de herfsten door om te jagen. Hij liet er in 1685 het Edict van Fontainebleau uitroepen. Jacobus II van Engeland bracht er aan het eind van de 17e eeuw jaarlijks enkele weken door.

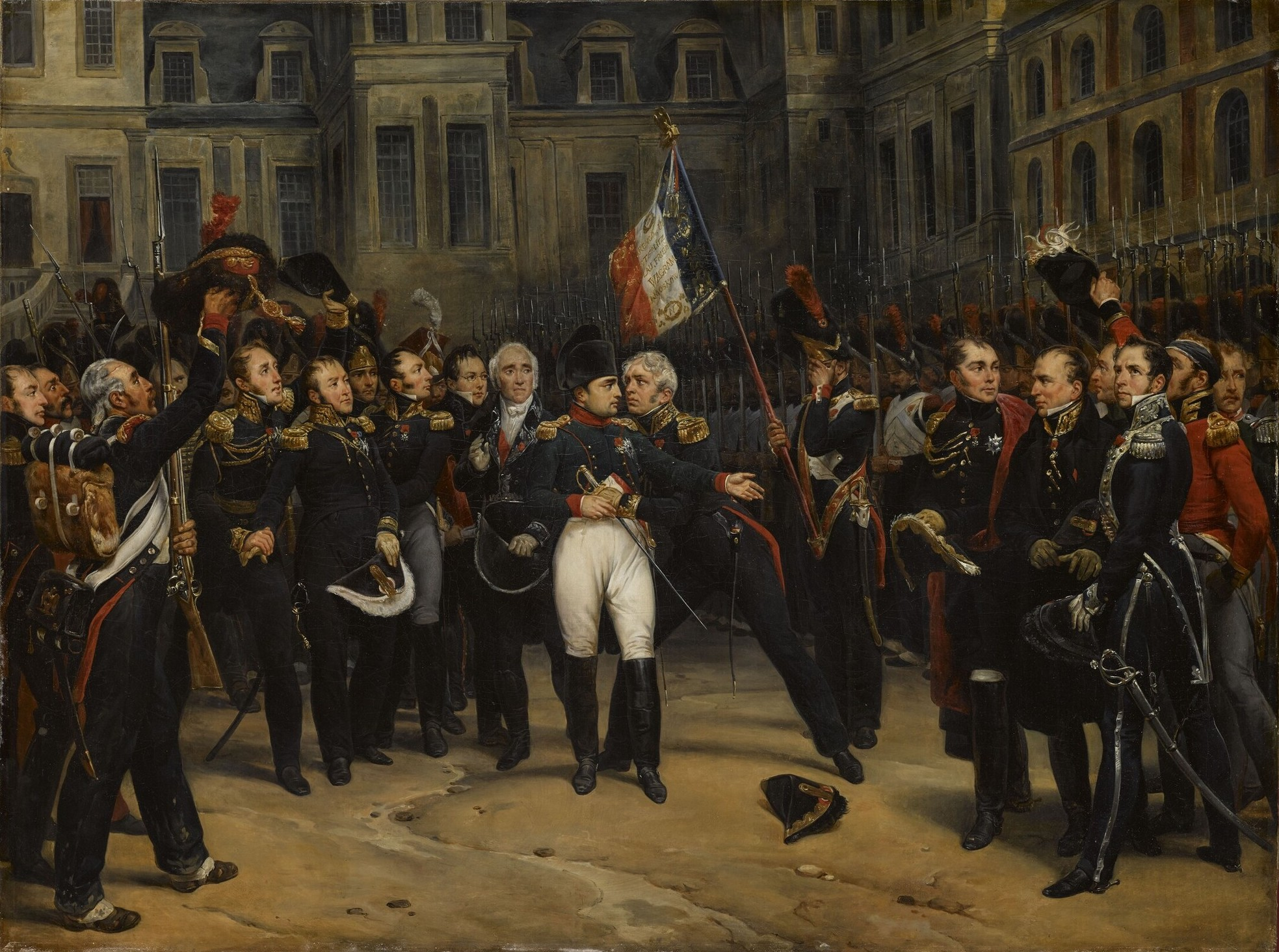
Afscheid van Napoleon op de binnenplaats van het kasteel Fontainebleau
(19e eeuw), Antoine-Alphonse Montfort, Kasteel van Versailles

Lodewijk XV trouwde er in 1725 en liet er Rousseaus opera Le devin du village (De waarzegger van het dorp) opvoeren. Hij gaf in 1753 opdracht een van de zalen opnieuw in te richten; de versiering staat bekend als een van de mooiste voorbeelden van Franse Rococo (met schilderingen van François Boucher). In 1785 werd in het paleis de Keteloorlog beëindigd. Ook Lodewijk XVI gebruikte Fontainebleau als herfstresidentie. Tijdens zijn regering werd hier de rijksbegroting voor het komende jaar vastgesteld. Omdat het hofprotocol in Fontainebleau minder streng was dan in Versailles, was de koning hier beter toegankelijk voor zijn ministers en konden er sneller beslissingen worden genomen. Tijdens de Franse Revolutie was het kasteel in gebruik als militaire academie.
Napoleon liet in 1804 het kasteel opknappen en vergrootte het met veertig appartementen, met het oog op het verblijf van Paus Pius VII en de pauselijke hofhouding. De paus verbleef er van 23 november tot 28 december 1804 om Napoleon tot keizer te zalven. De vertrekken van de paus op Fontainebleau waren versierd met de schilderijen die in 1797 uit het Vaticaan ontvreemd waren. Napoleon verbleef regelmatig op het kasteel tussen 1805 en 1810 en ging dan tweemaal per week jagen en woonde 's avonds voorstellingen van De Comédie-Française of concerten bij. Napoleon nam in het kasteel afscheid van Frankrijk, vlak voor zijn vertrek naar Elba. Ook Lodewijk Filips I liet wijzigingen aanbrengen en Napoleon III liet er een keizerlijk theater bouwen. Tot en met Napoleon III beschouwden alle Franse staatshoofden het kasteel als een van hun woonhuizen en hun belangrijkste jachtresidentie, naast Chambord.
Het is anno 2020 de grootste toeristische trekpleister van de regio en staat op de Werelderfgoedlijst van de UNESCO. Het museum Musée du château de Fontainebleu maakt deel uit van de Réunion des musées nationaux et du Grand Palais des Champs-Élysées.

## Galerij

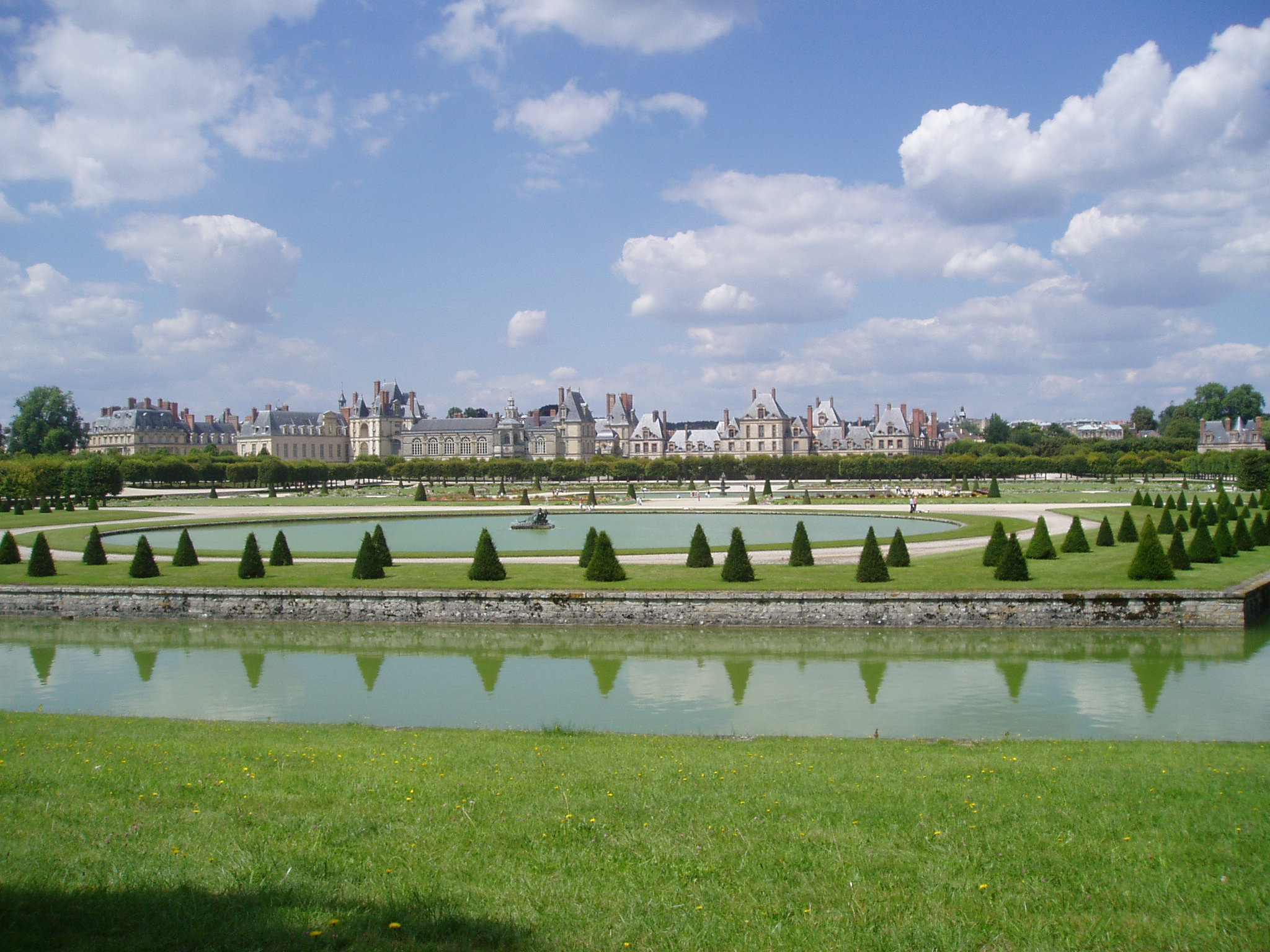
Kasteel met de tuinen
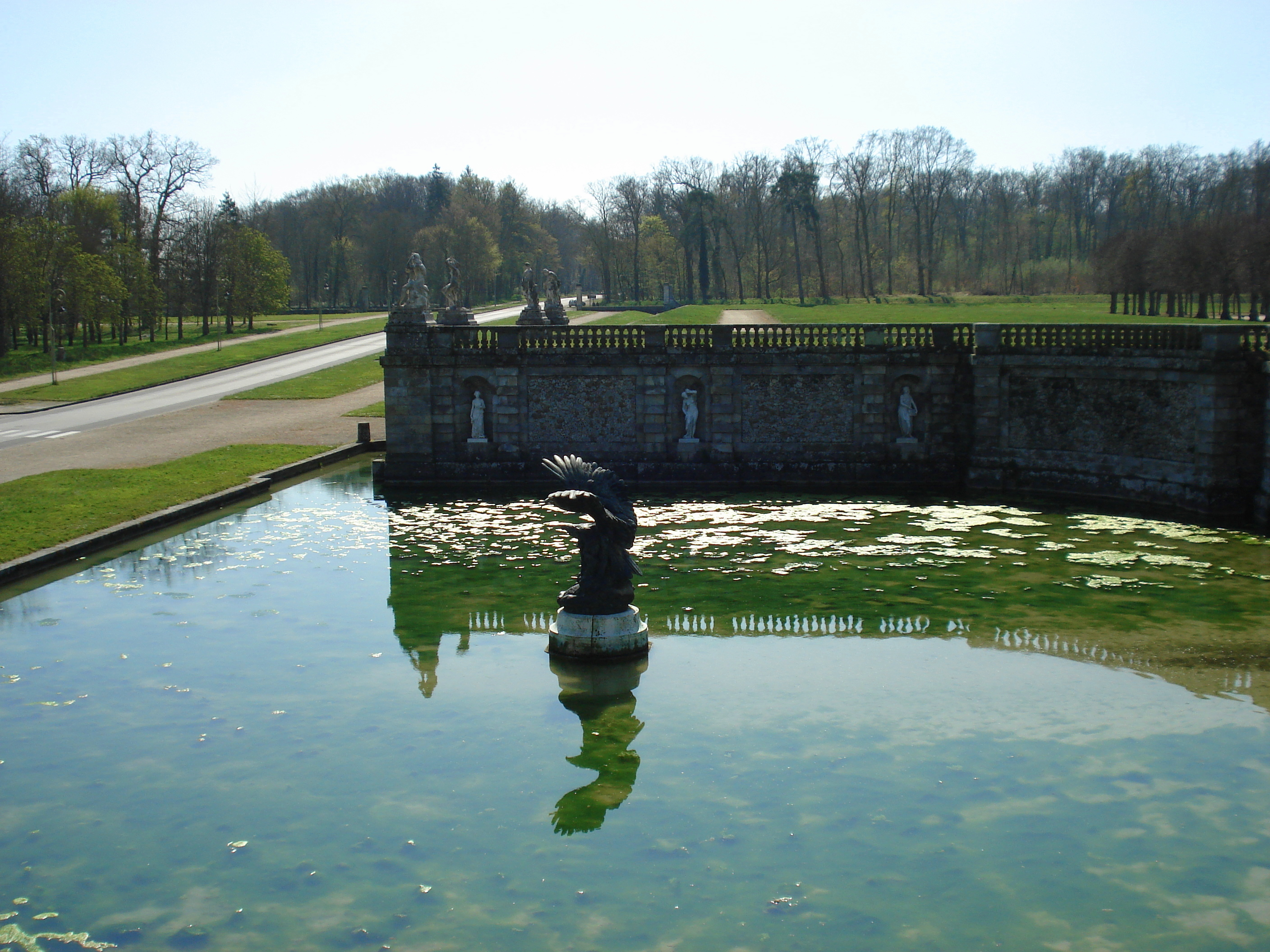
Park
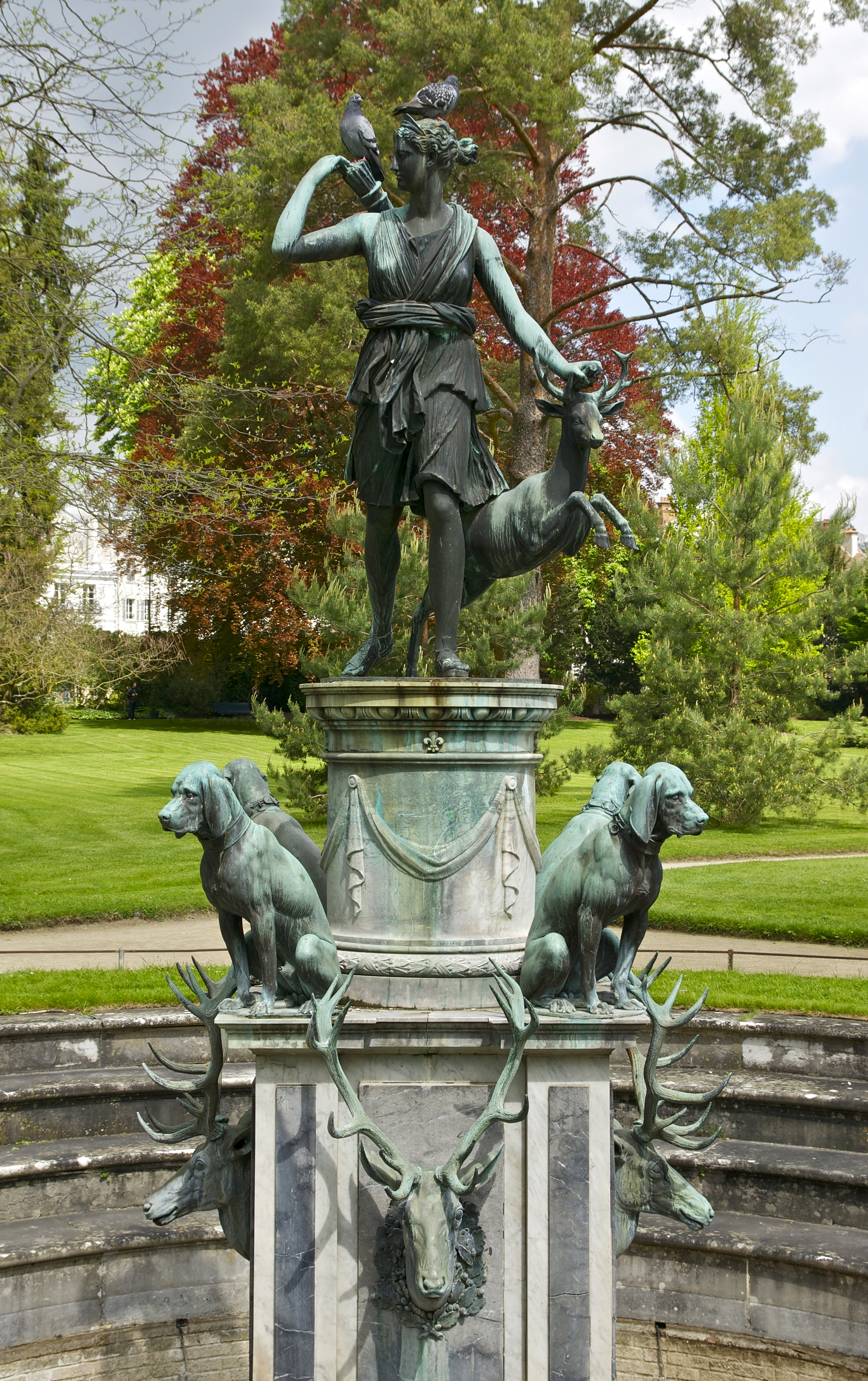
Standbeeld van Diana, godin van de jacht
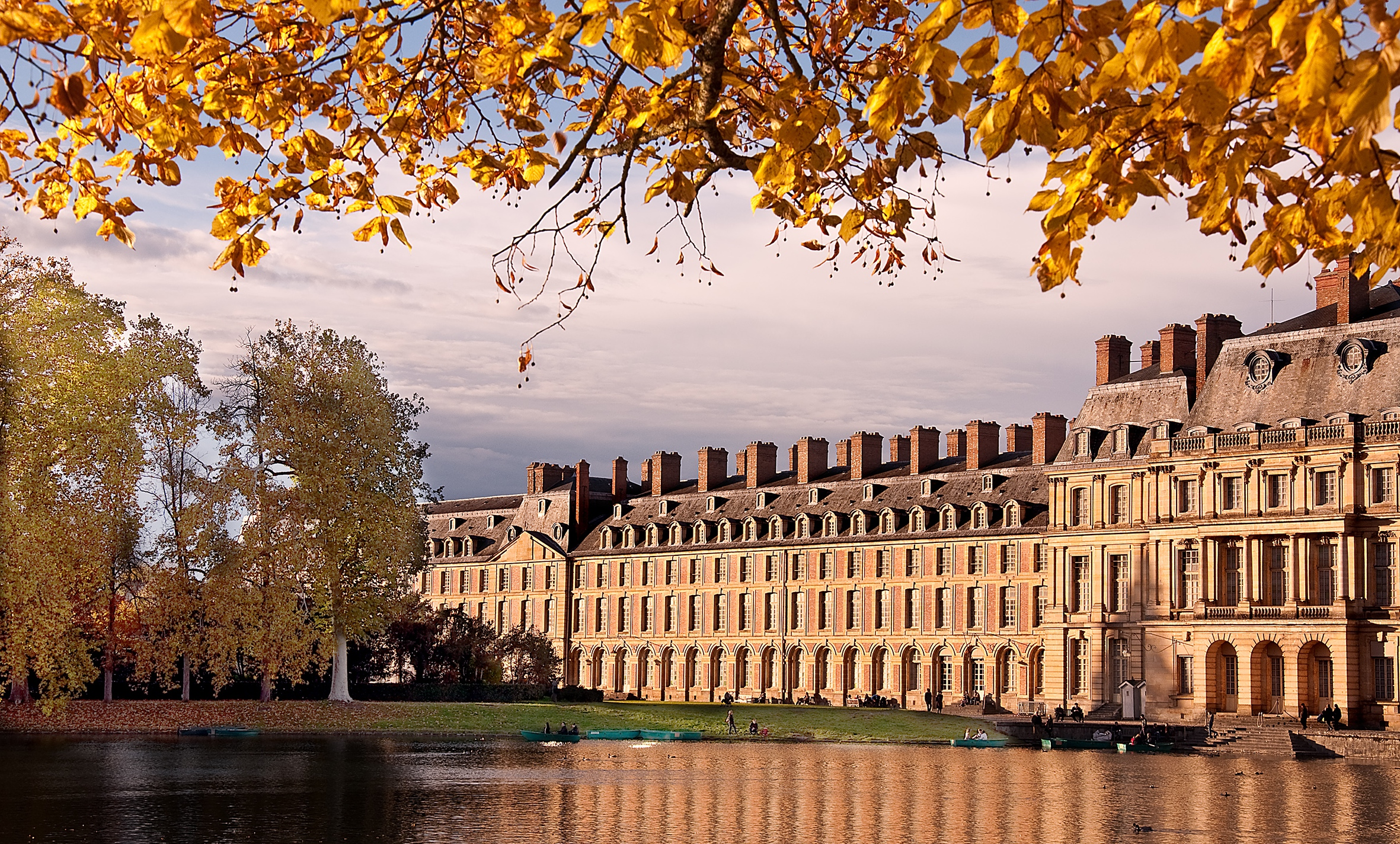
Herfst
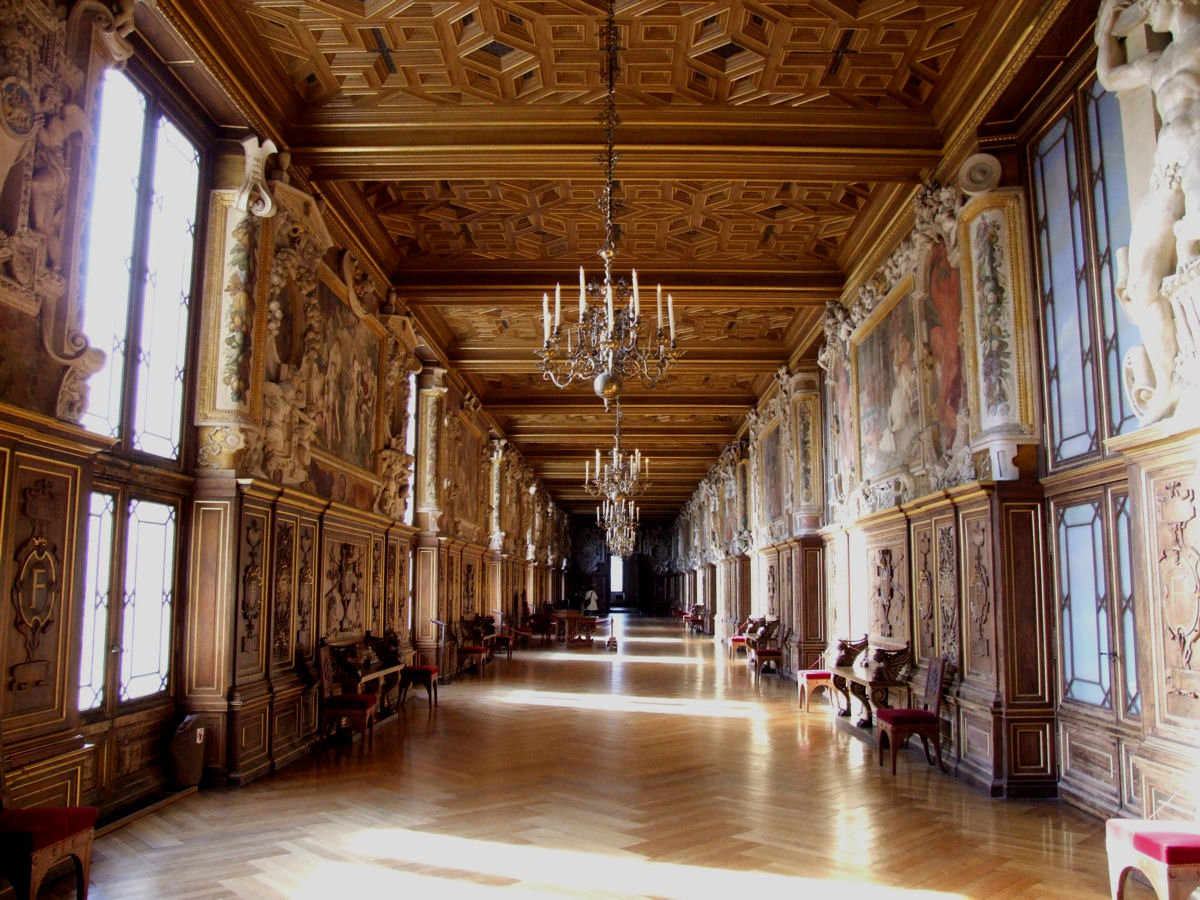
Galerij van Frans I
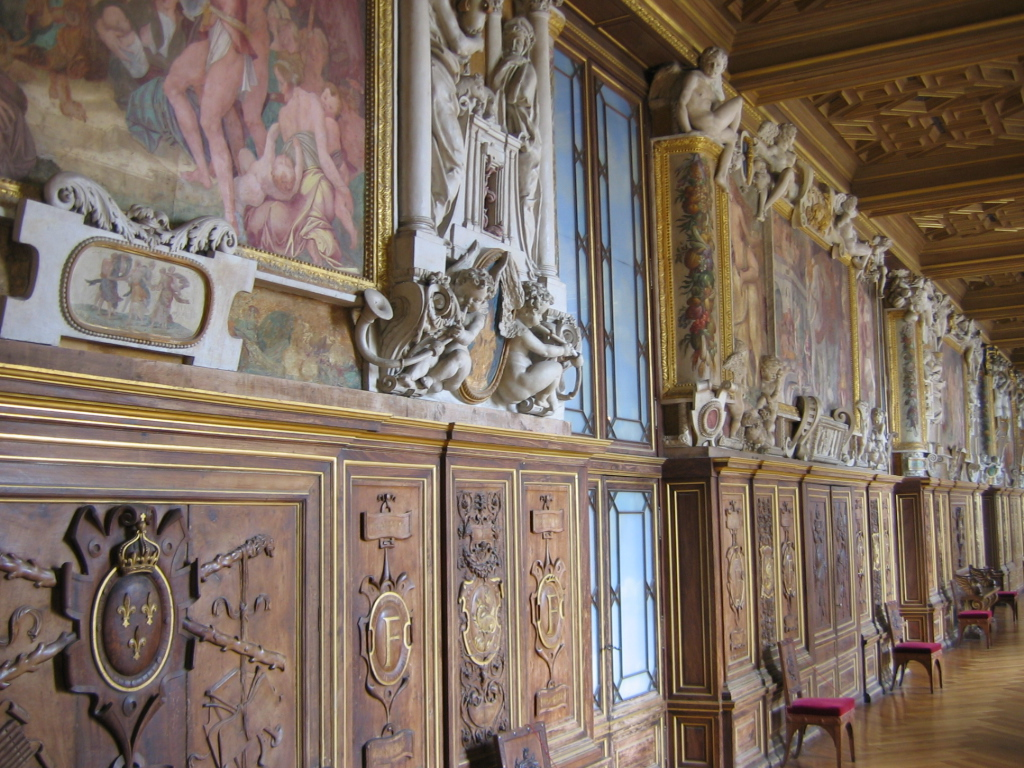
Detail van de galerij
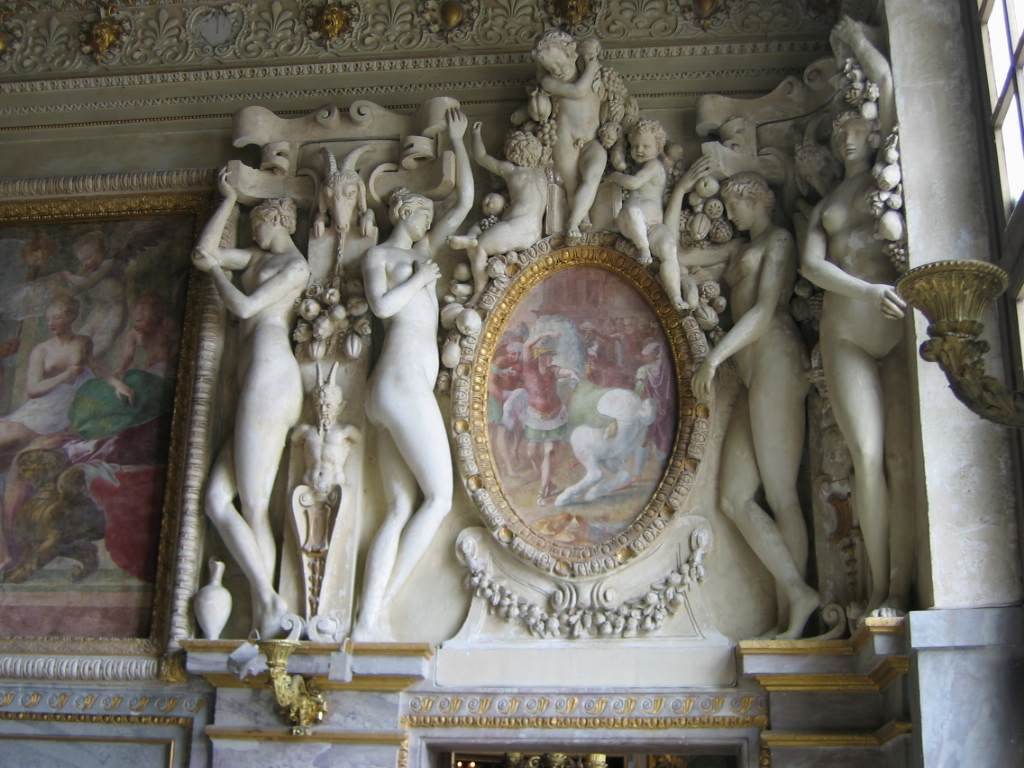
Alexander de Grote die zijn paard temt. Stucwerk van Primaticcio
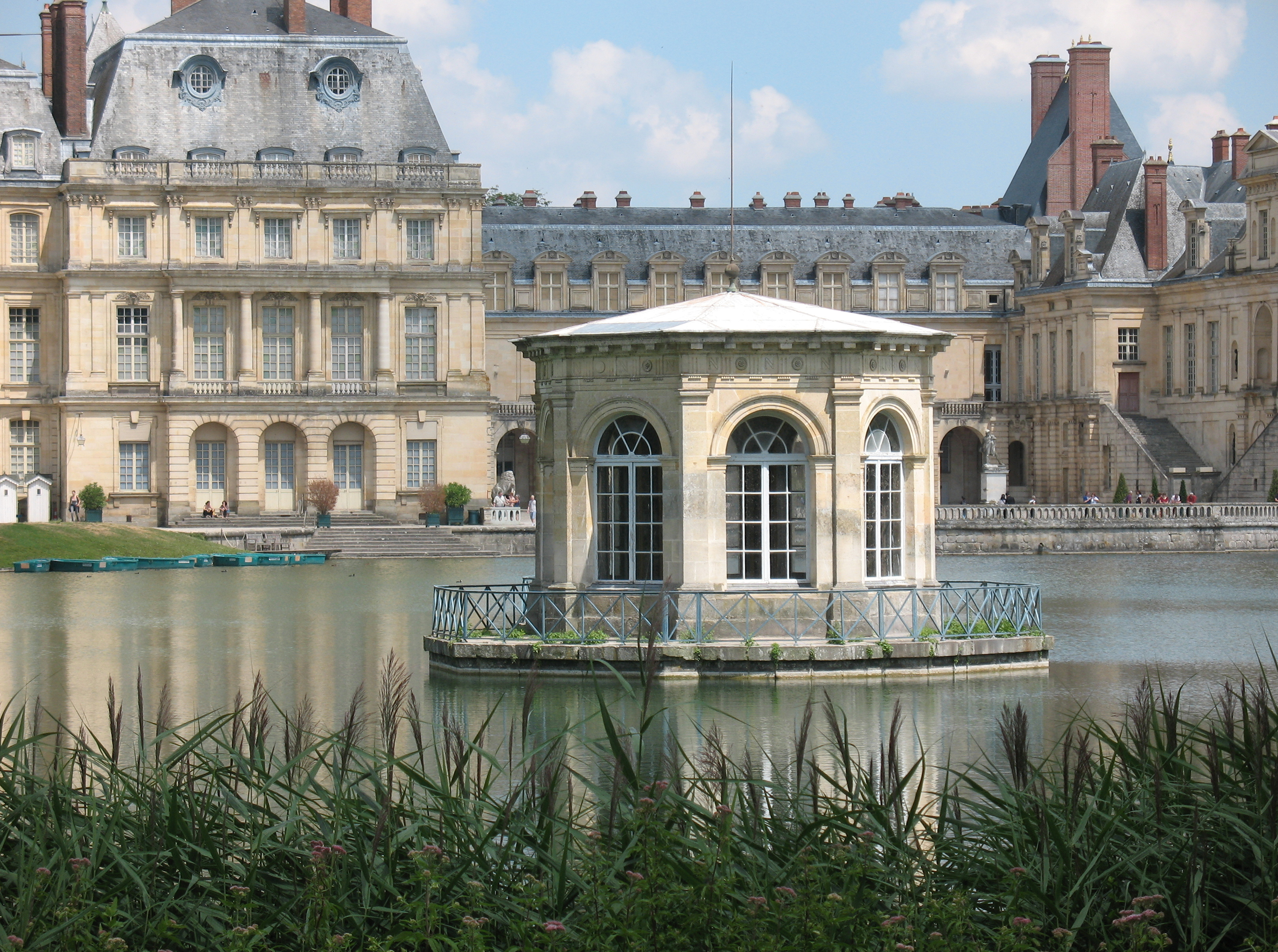
Prieel
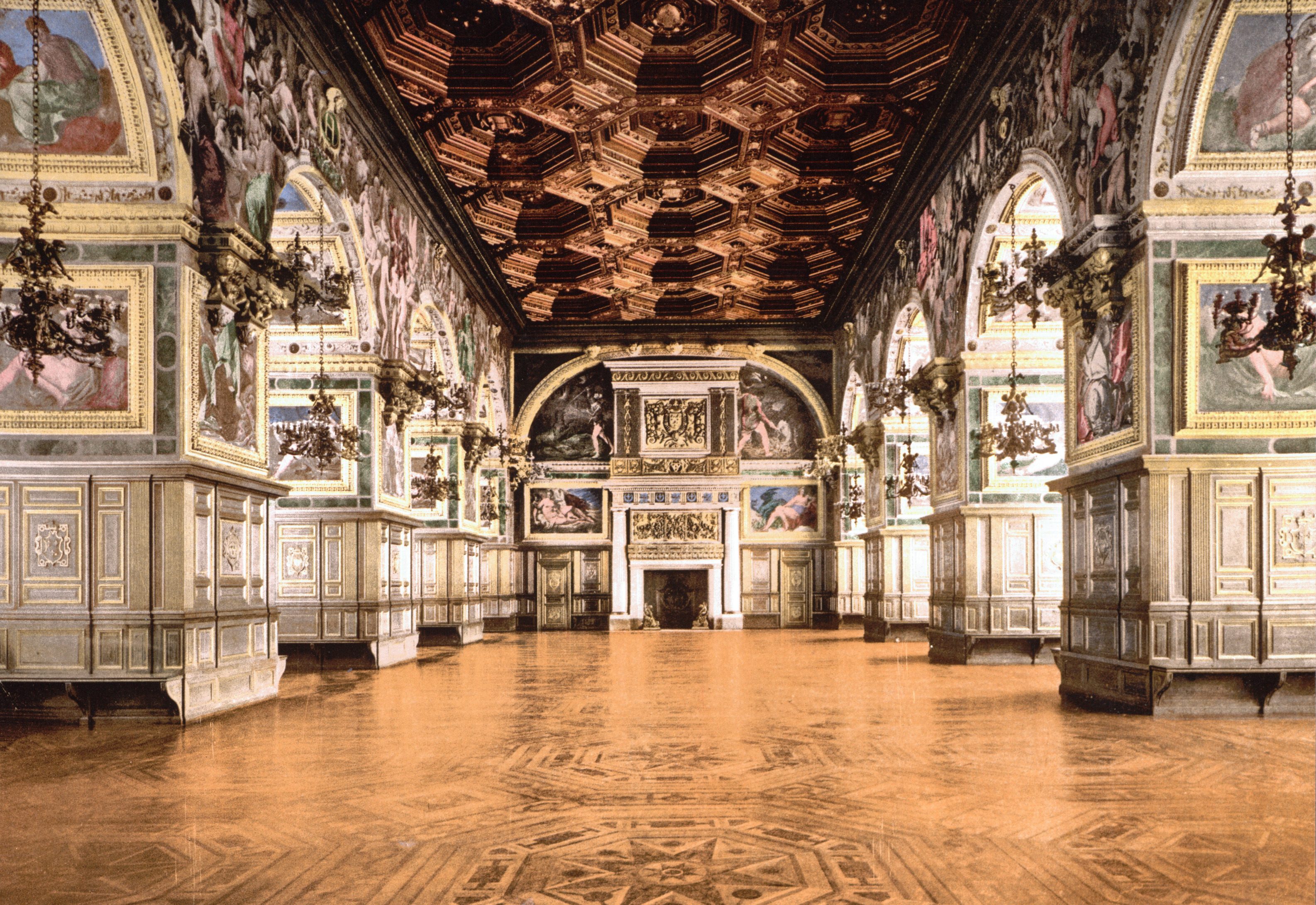
Balzaal
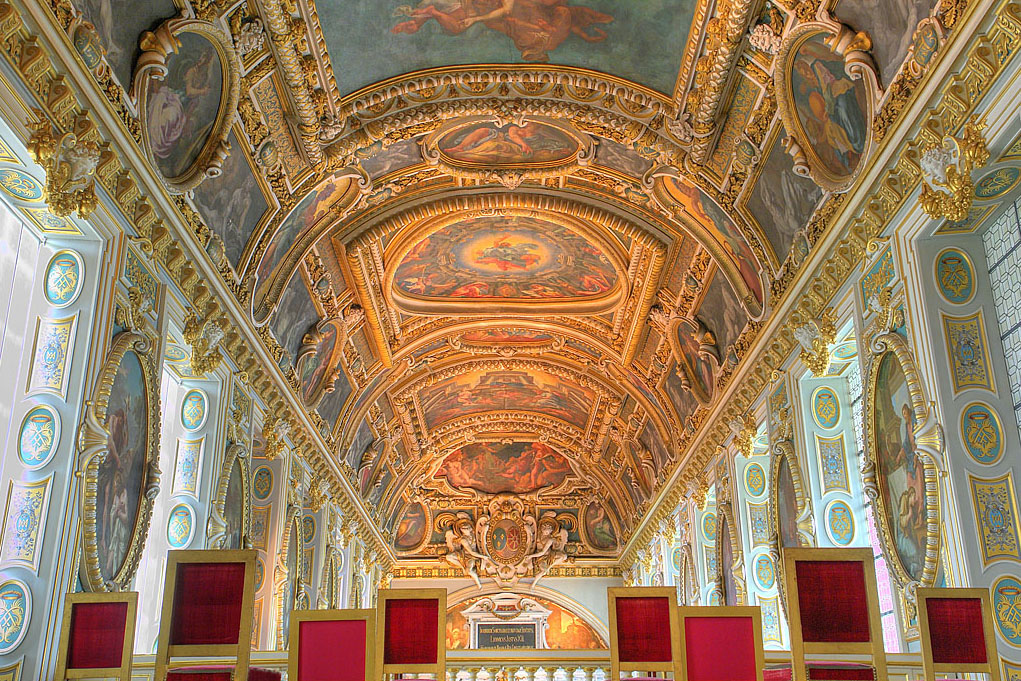
Kapel
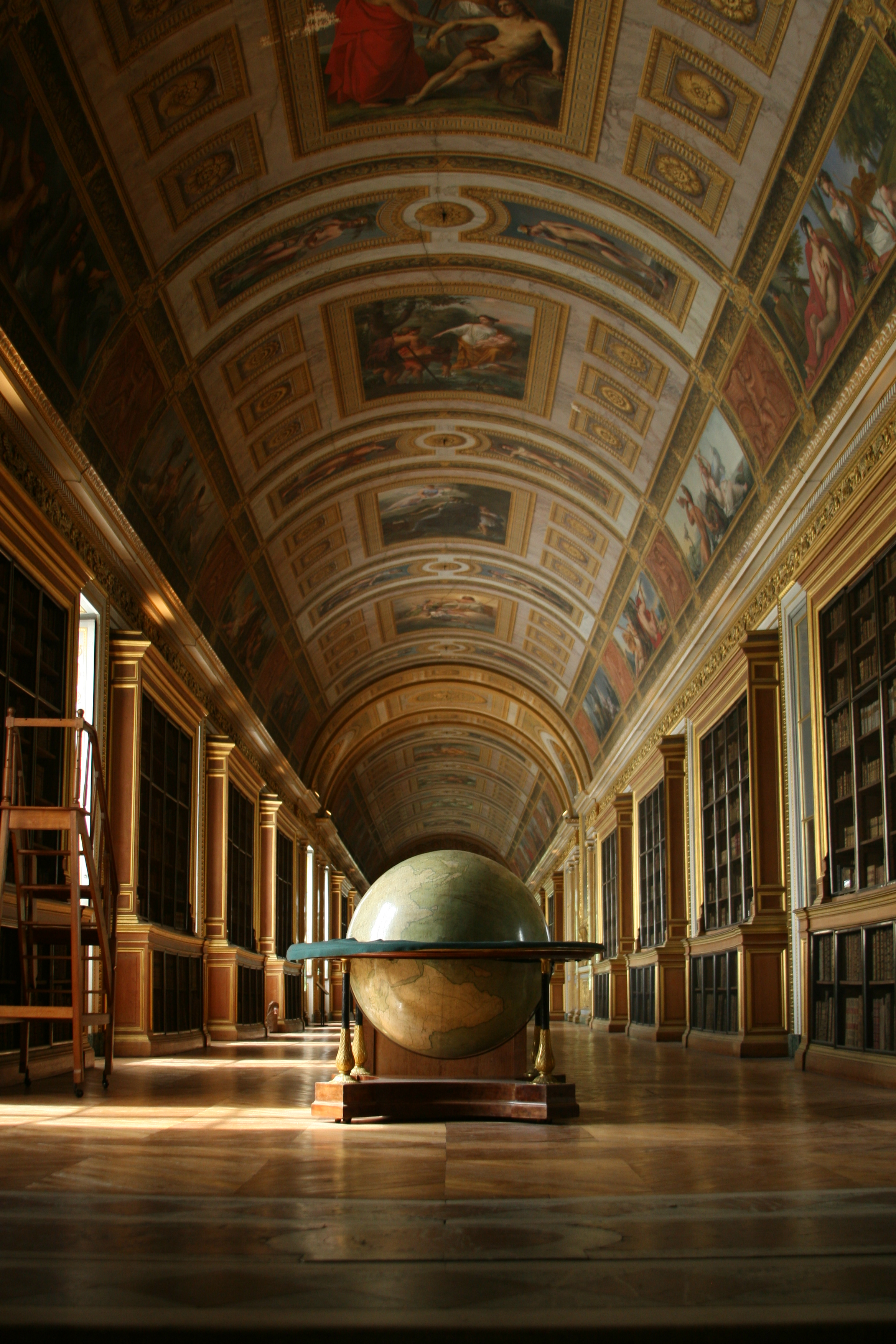
Bibliotheek
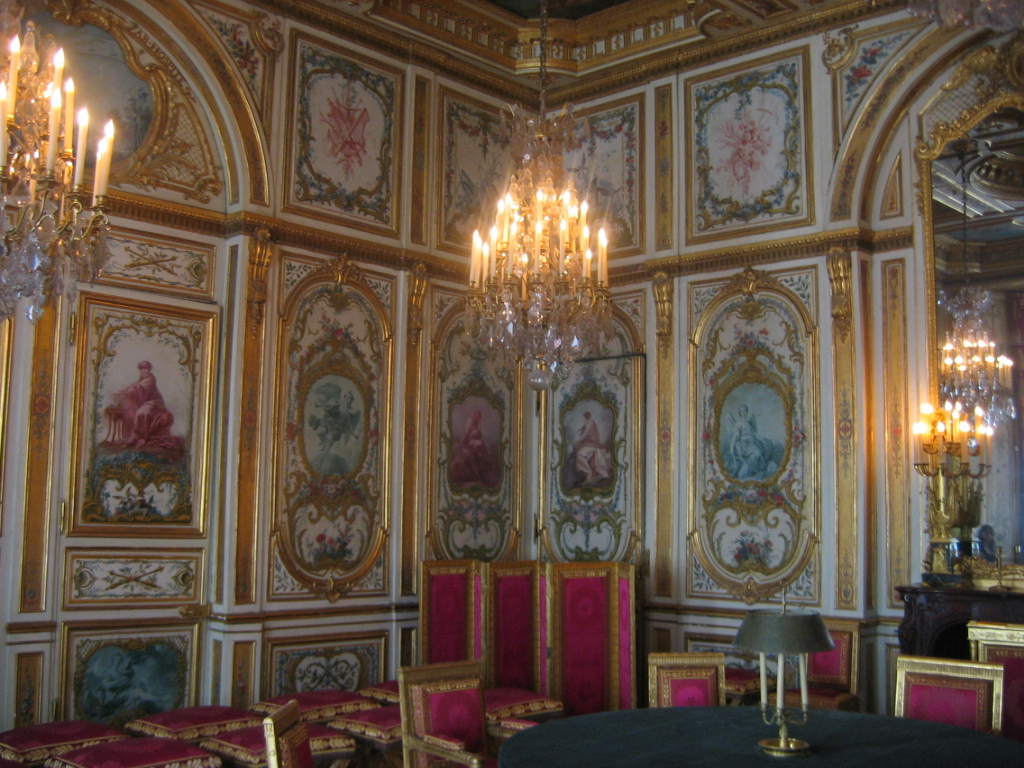
Zaal in Rococo-stijl
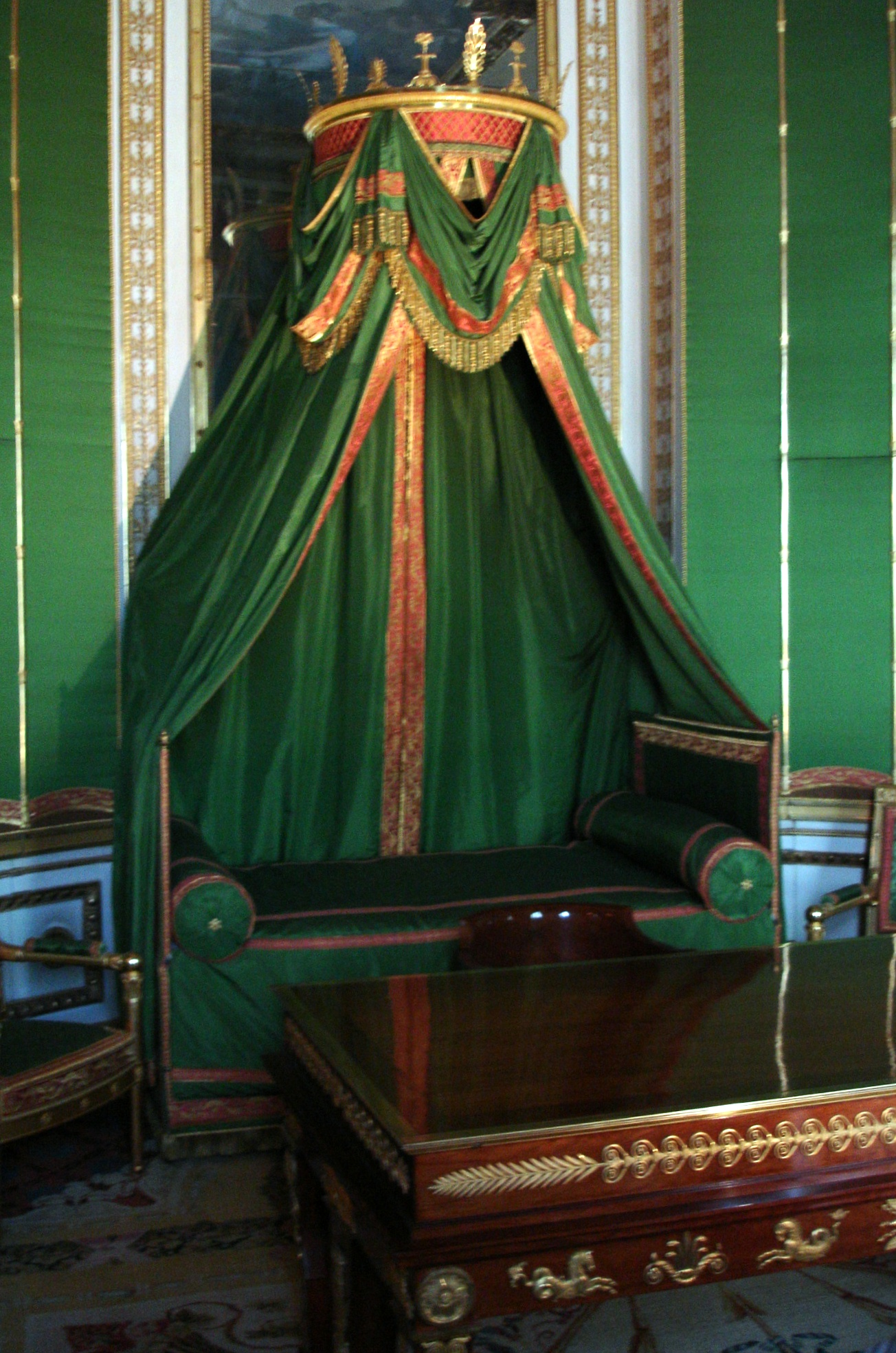
Slaapkamer van Napoleon
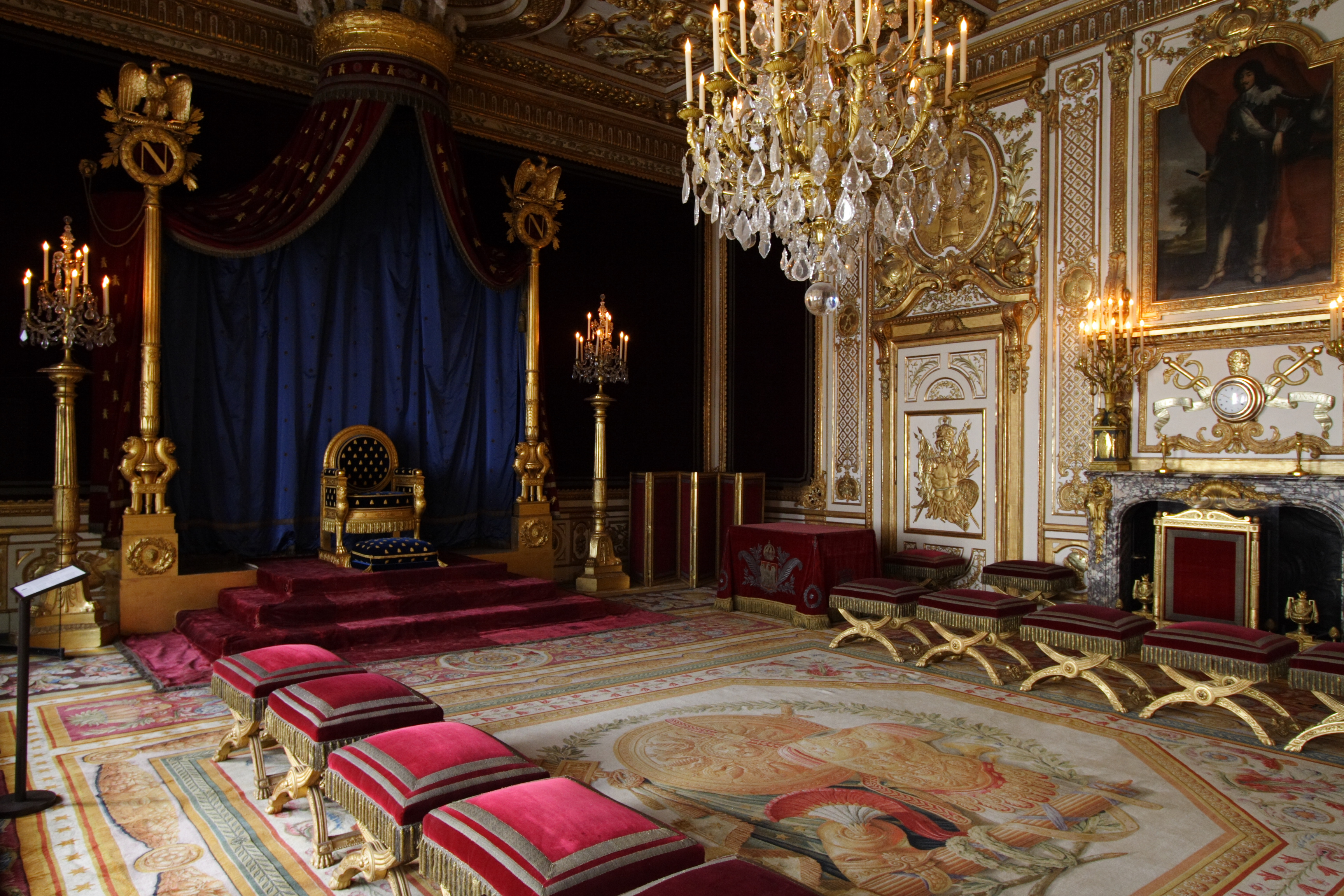
Troon van Napoleon (1805) naar een ontwerp van de schilder David

## Externe link
